# Бжег (місто)
Бжег (пол. Brzeg, нім. Brieg) — місто в південно-західній Польщі, на річці Одра.
Адміністративний центр Бжеського повіту Опольського воєводства.

## Історія
У стародавні часи на місці сучасного Бжега існувало поселення під назвою Будорігум. Але середньовічна мапа, на жаль, недостатньо точна, щоб визначити, де саме воно було розташоване. Деякі гіпотези припускають, що вона була розташована на території нинішнього Вроцлава. У 1235 році з'явилася перша згадка про торгівлю в поселенні Високий Бжег. У 1311-1675 роках столиця незалежного Бжезького герцогства (пізніше Легнице-Бжезького та Воловського герцогства) династії сілезьких П'ястів, останнім представником якої був Єжи IV Вільгельм. 10 квітня 1741  після битви при Малуйовіцах Великий Бжег перейшов в управління прусського короля Фрідріха II.
15 серпня 1842 р. була прокладена залізнична лінія Вроцлав - Бжег, що стала найстарішою польською залізницею на цій території (Верхньосілезька залізниця, що з'єднує Вроцлав і Верхню Сілезію). У 1843 році залізничним сполученням Бжег з'єднався з містами Ополе та Катовіце, в 1848 з Нисою, в 1894 з Стшеліним, в 1910 з Вузовим. У 1844 році через річку Одра введено в експлуатацію старий міст, який замінив дерев'яний. 27 жовтня 1895 року був введений в експлуатацію новий міст. У 1909 році почалося будівництво судноплавного каналу вздовж Одера і міського порту.
У 1846 році побудувався цукровий завод "Löbbeck", у 1848 році газовий завод (1848), у 1874 фортепіанна фабрика H. Schutz (1874), в 1876 цукровий завод "Concordia", в 1879 фабрика офісних книг "Löwenthala", в 1902 цементний завод H. Bienecka, а також машинний завод "Güttler", сигарна фабрика і броварня;
У 1845 році населення складало 11,7 тис. осіб, а в 1914 році значно зросло до 29 тисяч.
В період правління мера Юліуса Пеппеля (1895-1910) місто значно розширилось і кількість жителів збільшилася на 8000 осіб. До міста почали надходити численні інвестиції — була проведена каналізаційна система, з'явилося водопостачання, побудувалися електростанції і розширений міський парк Вольнощі, який став носити ім'я Юліуса Пеппеля.
У 1940 р. перший газ, відправлений з муніципального газового заводу, досягав Бжегу та його околиць, що суттєво вплинуло на розвиток міста.
Восени 1944 року німецькі охоронці вбили 200 ув'язнених. 23 січня 1945 року почалися радянсько-німецьких боїв за місто. 6 лютого Бжег захоплений червоною армією 1-го Українського фронту. 70% старого міста з низкою цінних пам'яток було зруйновано, Бжег приєднали до Польщі після чого почалася масова депортація німецького населення до Німеччини. У 1946 р. прусська назва Бреґ змінилася на польську. У 1960-ті роки почалася реконструкція найважливіших пам'яток міста, старе місто почало відбудовуватись отримала розвиток машинобудівна, електротехнічна, шкіряна та харчова промисловість.
26 травня 1966 спалахнуло повстання Бжегців, які стали на захист церковного майна і було жорстоко придушене підрозділами ЗОМО (пол. ZOMO). У 1992 році місто залишили останні російські війська. Після адміністративного розподілу у 1998 році Бжег опинився у складі Опольського воєводства.

## Демографія
Демографічна структура станом на 31 березня 2011 року:
|          | Загалом | Допрацездатний вік | Працездатний вік | Постпрацездатний вік |
| -------- | ------- | ------------------ | ---------------- | -------------------- |
| Чоловіки | 17771   | 3246               | 12600            | 1925                 |
| Жінки    | 19667   | 3102               | 11532            | 5033                 |
| Разом    | 37438   | 6348               | 24132            | 6958                 |

## Уродженці Бжегу
- Самуель Беслер — сілезький композитор
- Курт Мазур — німецький диригент
- Оскар Моль — німецький маляр
- Карл Отфрід Мюллер — класичний філолог і знавець давнини
- Ґеорґ Ґебель молодший — композитор епохи бароко
- Емілія Комарніцка — акторка
- Гуськов Олексій Геннадійович — радянський і російський актор, продюсер
- Мечислав Мар'ян Домарацкі — археолог
- Яцек Протасєвіч — посол до сейму і депутат Європарламенту
- Станіслав Ґавловскі — посол до сейму
- Цезарій Островскі — митець, музикант
- Малґожата Ліпска — хокеїстка на траві, представниця Польщі
- Анна Бжезінська — легкоатлетка, була представницею Польщі
- Аркадіуш Блаха — гандболіст, представник Польщі
- Марек Будни — гандболіст, представник Польщі
- Каміль Беднарек — музикант і співак регі.
- Отто Фрунер (1893—1965) — німецький льотчик-ас Першої світової війни, генерал-майор люфтваффе.

## Люди, пов'язані з Бжегом
- Мечислав Мілун – оперний співак (бас), соліст Великого театру в Варшаві
- Ян Поґани – композитор і диригент.

## Галерея

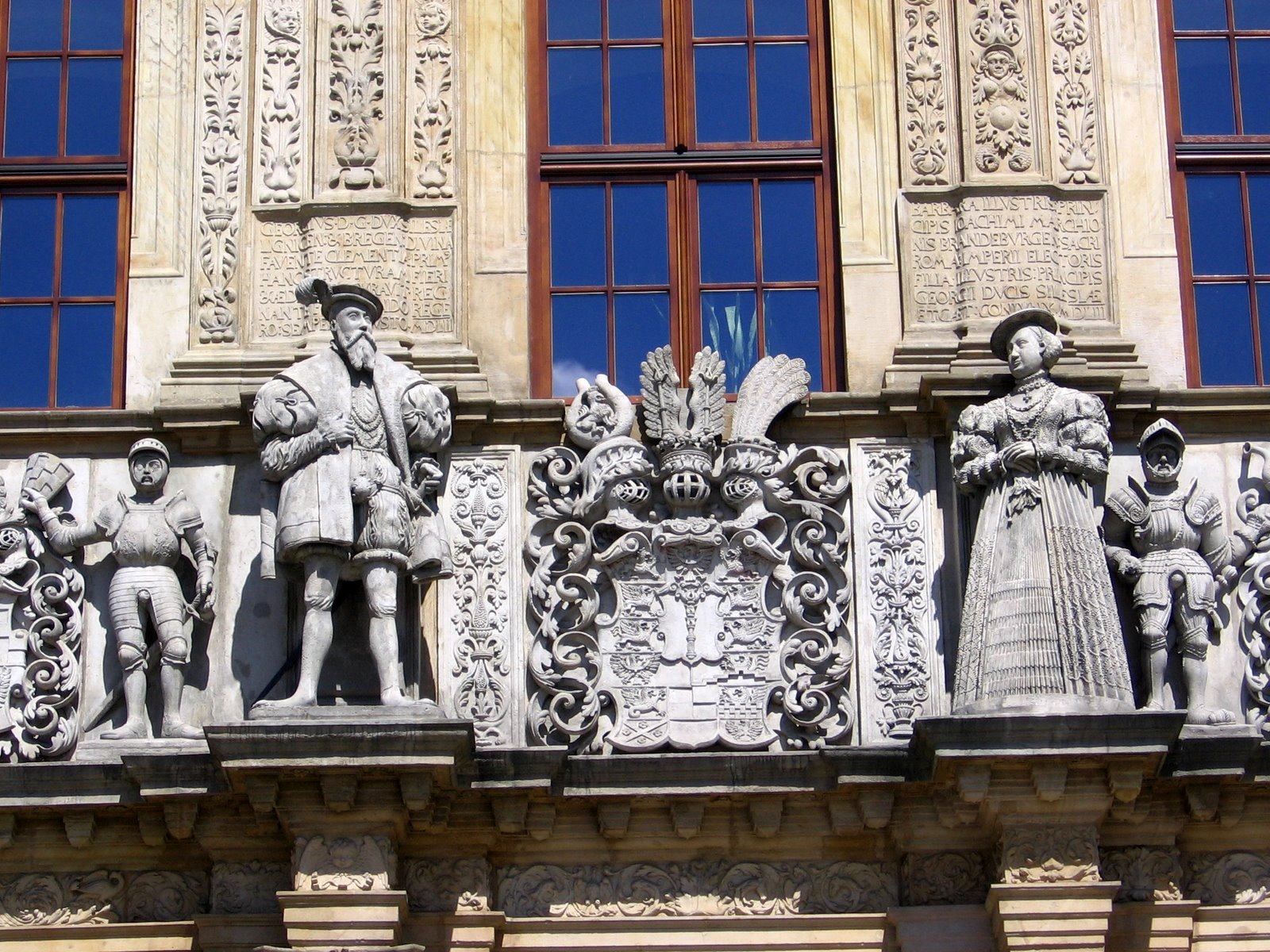
Фрагмент воріт, на якому зображені кам'яні статуї Георгія II і його дружини Барбари, а також бюсти П'ястських володарів Польщі та герцогів Бжезького герцогства від П'яста і Земовіта до Фрідріха II з Легнице-Бжезького герцогства
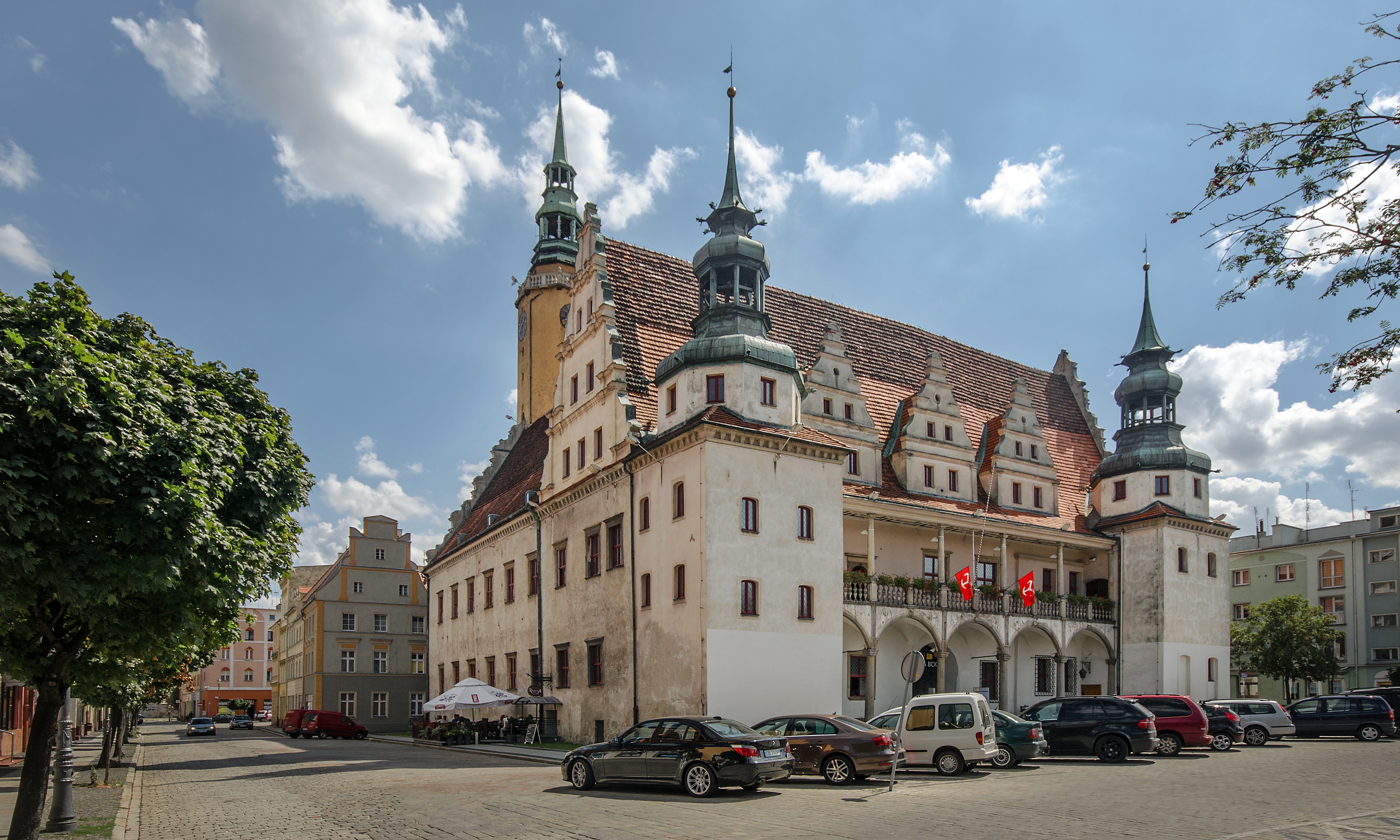
Ратуша доби ренесансу (1569–1577)
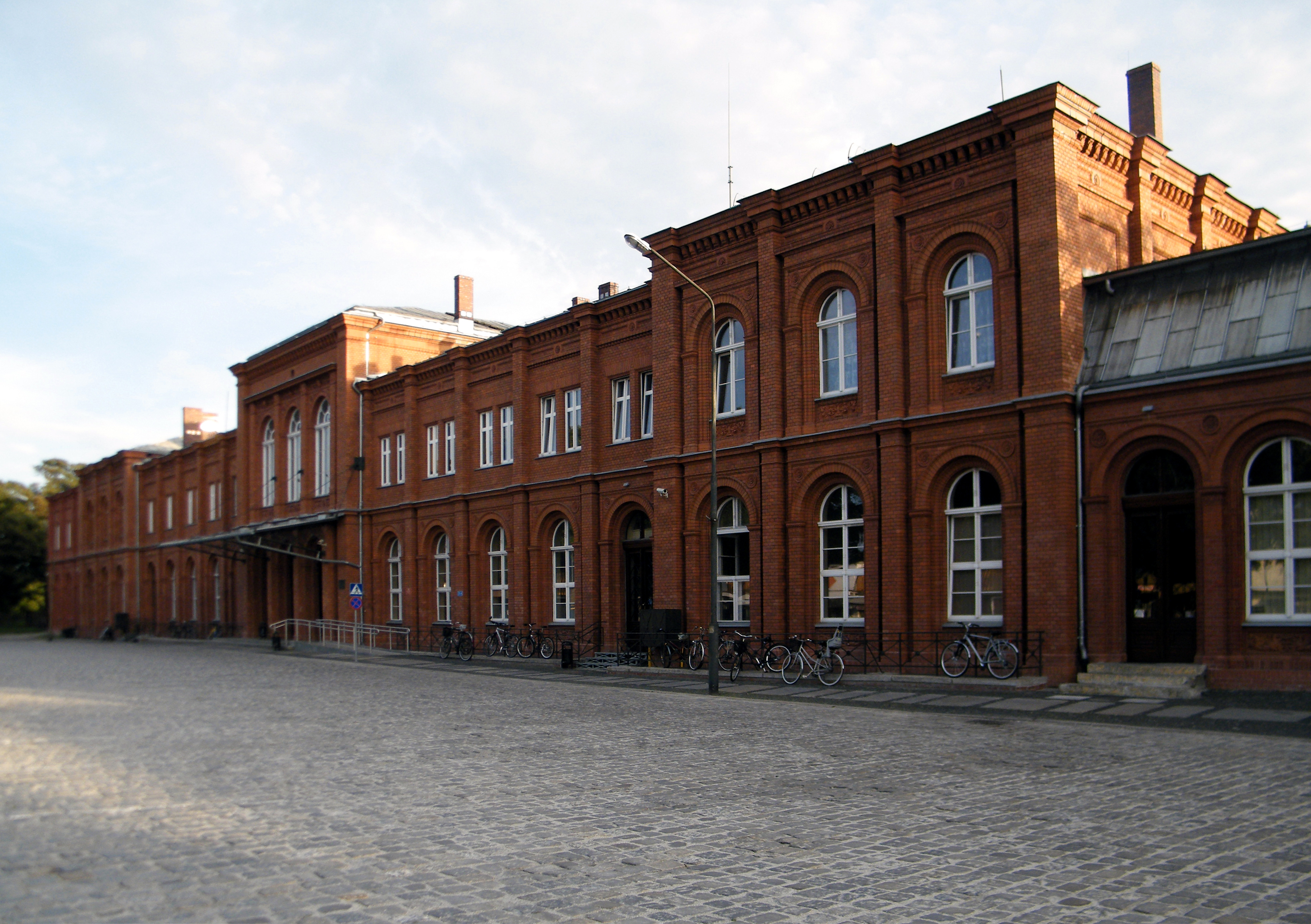
Залізничний вокзал
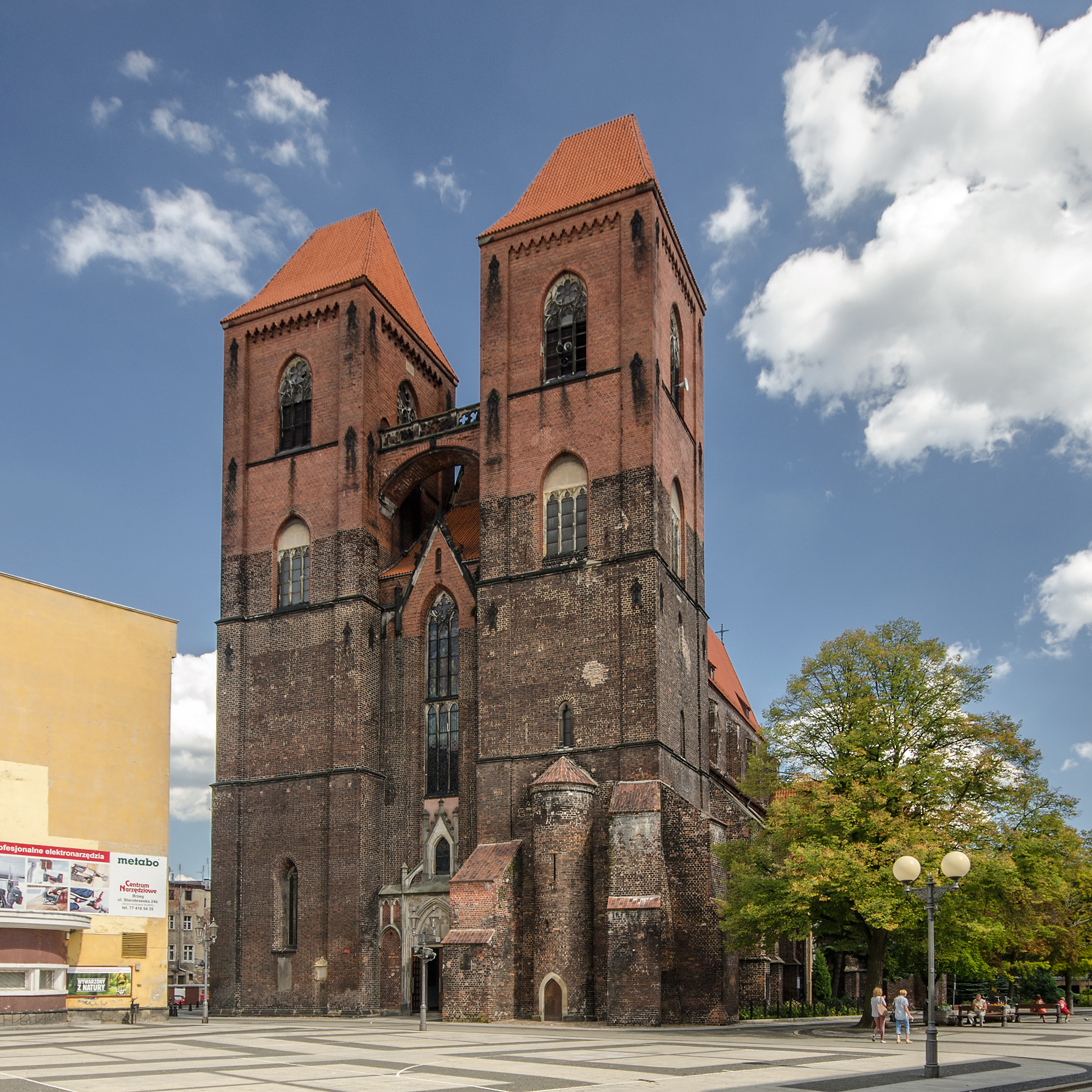
Костел Св. Миколая